# شاطر (هندسة)

نقطة ناجل (بالأزرق ، N) لمثلث (بالأسود). المثلث الأحمر هو مثلث التماس الخارجي ، والدوائر البرتقالية هي الحواف. شاطرات المحيط هي AT _{A} و BT _{B} و CT _{C.}

في الهندسة المستوية، الشاطر هو قطعة مستقيمة تمر بأحد رؤوس المثلث (أي، شيڤي) تنصف محيط المثلث. 

## الخصائص
يقع طرف الشاطر الآخر على ضلع المثلث وتكون هذه النقطة نقطة تماس المثلث مع دائرته الخارجية المقابلة للرأس.   تسمى هذه النقطة أيضًا بنقطة تقسيم المثلث.  إنه أيضًا رأس مثلث التماس الخارجي.

## تعميم
يستخدم بعض المؤلفين مصطلح «الشاطر» بمعنى أكثر عمومية، لأي قطعة مستقيمة تقسم محيط المثلث. تشمل الأجزاء الخطية الأخرى من هذا النوع القواطع، وهي مقاطع تقسم محيط المثلث والتي تمر عبر نقطة منتصف جانب المثلث، والمعادلات، وهي المقاطع التي تقسم مساحة المثلث ومحيطه.

## روابط خارجية
- إيريك ويستاين، Splitter، ماثوورلد Mathworld (باللغة الإنكليزية).